# Incontri ufficiali della nazionale maschile di calcio della Slovacchia
Questa è la Cronologia completa delle partite ufficiali della nazionale di calcio della Slovacchia dal 1939 ad oggi.

## Partite dal 1939 al 1944
| Cronologia completa delle presenze e delle reti in nazionale ― Slovacchia | Cronologia completa delle presenze e delle reti in nazionale ― Slovacchia | Cronologia completa delle presenze e delle reti in nazionale ― Slovacchia | Cronologia completa delle presenze e delle reti in nazionale ― Slovacchia | Cronologia completa delle presenze e delle reti in nazionale ― Slovacchia | Cronologia completa delle presenze e delle reti in nazionale ― Slovacchia | Cronologia completa delle presenze e delle reti in nazionale ― Slovacchia | Cronologia completa delle presenze e delle reti in nazionale ― Slovacchia |
| Data                                                                      | Città                                                                     | In casa                                                                   | Risultato                                                                 | Ospiti                                                                    | Competizione                                                              | Reti                                                                      | Note                                                                      |
| ------------------------------------------------------------------------- | ------------------------------------------------------------------------- | ------------------------------------------------------------------------- | ------------------------------------------------------------------------- | ------------------------------------------------------------------------- | ------------------------------------------------------------------------- | ------------------------------------------------------------------------- | ------------------------------------------------------------------------- |
| 27-8-1939                                                                 | Bratislava                                                                | Slovacchia                                                                | 2 – 0                                                                     | Germania                                                                  | Amichevole                                                                | -                                                                         |                                                                           |
| 3-12-1939                                                                 | Chemnitz                                                                  | Germania                                                                  | 3 – 1                                                                     | Slovacchia                                                                | Amichevole                                                                | -                                                                         |                                                                           |
| 6-6-1940                                                                  | Sofia                                                                     | Bulgaria                                                                  | 1 – 4                                                                     | Slovacchia                                                                | Amichevole                                                                | -                                                                         |                                                                           |
| 15-9-1940                                                                 | Bratislava                                                                | Slovacchia                                                                | 0 – 1                                                                     | Germania                                                                  | Amichevole                                                                | -                                                                         |                                                                           |
| 7-9-1941                                                                  | Bratislava                                                                | Slovacchia                                                                | 1 – 1                                                                     | Croazia                                                                   | Amichevole                                                                | -                                                                         |                                                                           |
| 28-9-1941                                                                 | Zagabria                                                                  | Croazia                                                                   | 5 – 2                                                                     | Slovacchia                                                                | Amichevole                                                                | -                                                                         |                                                                           |
| 12-10-1941                                                                | Bucarest                                                                  | Romania                                                                   | 3 – 2                                                                     | Slovacchia                                                                | Amichevole                                                                | -                                                                         |                                                                           |
| 7-12-1941                                                                 | Breslavia                                                                 | Germania                                                                  | 4 – 0                                                                     | Slovacchia                                                                | Amichevole                                                                | -                                                                         |                                                                           |
| 7-6-1942                                                                  | Bratislava                                                                | Slovacchia                                                                | 1 – 2                                                                     | Croazia                                                                   | Amichevole                                                                | -                                                                         |                                                                           |
| 23-8-1942                                                                 | Bratislava                                                                | Slovacchia                                                                | 1 – 0                                                                     | Romania                                                                   | Amichevole                                                                | -                                                                         |                                                                           |
| 6-9-1942                                                                  | Zagabria                                                                  | Croazia                                                                   | 6 – 1                                                                     | Slovacchia                                                                | Amichevole                                                                | -                                                                         |                                                                           |
| 22-11-1942                                                                | Bratislava                                                                | Slovacchia                                                                | 2 – 5                                                                     | Germania                                                                  | Amichevole                                                                | -                                                                         |                                                                           |
| 10-4-1943                                                                 | Zagabria                                                                  | Croazia                                                                   | 1 – 0                                                                     | Slovacchia                                                                | Amichevole                                                                | -                                                                         |                                                                           |
| 7-6-1943                                                                  | Bratislava                                                                | Slovacchia                                                                | 1 – 3                                                                     | Croazia                                                                   | Amichevole                                                                | -                                                                         |                                                                           |
| 13-6-1943                                                                 | Bucarest                                                                  | Romania                                                                   | 2 – 2                                                                     | Slovacchia                                                                | Amichevole                                                                | -                                                                         |                                                                           |
| 9-4-1944                                                                  | Zagabria                                                                  | Croazia                                                                   | 7 – 3                                                                     | Slovacchia                                                                | Amichevole                                                                | -                                                                         |                                                                           |
| Totale                                                                    |                                                                           | Presenze                                                                  | 16                                                                        |                                                                           | Reti                                                                      |                                                                           |                                                                           |

## Partite dal 1994 ad oggi
| Cronologia completa delle presenze e delle reti in nazionale ― Slovacchia | Cronologia completa delle presenze e delle reti in nazionale ― Slovacchia    | Cronologia completa delle presenze e delle reti in nazionale ― Slovacchia | Cronologia completa delle presenze e delle reti in nazionale ― Slovacchia | Cronologia completa delle presenze e delle reti in nazionale ― Slovacchia | Cronologia completa delle presenze e delle reti in nazionale ― Slovacchia | Cronologia completa delle presenze e delle reti in nazionale ― Slovacchia | Cronologia completa delle presenze e delle reti in nazionale ― Slovacchia |
| Data                                                                      | Città                                                                        | In casa                                                                   | Risultato                                                                 | Ospiti                                                                    | Competizione                                                              | Reti                                                                      | Note                                                                      |
| ------------------------------------------------------------------------- | ---------------------------------------------------------------------------- | ------------------------------------------------------------------------- | ------------------------------------------------------------------------- | ------------------------------------------------------------------------- | ------------------------------------------------------------------------- | ------------------------------------------------------------------------- | ------------------------------------------------------------------------- |
| 2-2-1994                                                                  | Sharja                                                                       | Emirati Arabi Uniti                                                       | 0 – 1                                                                     | Slovacchia                                                                | Amichevole                                                                | -                                                                         |                                                                           |
| 4-2-1994                                                                  | Sharja                                                                       | Egitto                                                                    | 1 – 0                                                                     | Slovacchia                                                                | Amichevole                                                                | -                                                                         |                                                                           |
| 6-2-1994                                                                  | Sharja                                                                       | Marocco                                                                   | 2 – 1                                                                     | Slovacchia                                                                | Amichevole                                                                | -                                                                         |                                                                           |
| 30-3-1994                                                                 | Attard                                                                       | Malta                                                                     | 1 – 2                                                                     | Slovacchia                                                                | Amichevole                                                                | -                                                                         |                                                                           |
| 20-4-1994                                                                 | Bratislava                                                                   | Slovacchia                                                                | 4 – 1                                                                     | Croazia                                                                   | Amichevole                                                                | -                                                                         |                                                                           |
| 29-5-1994                                                                 | Mosca                                                                        | Russia                                                                    | 2 – 1                                                                     | Slovacchia                                                                | Amichevole                                                                | -                                                                         |                                                                           |
| 16-8-1994                                                                 | Bratislava                                                                   | Slovacchia                                                                | 1 – 1                                                                     | Malta                                                                     | Amichevole                                                                | -                                                                         |                                                                           |
| 7-9-1994                                                                  | Bratislava                                                                   | Slovacchia                                                                | 0 – 0                                                                     | Francia                                                                   | Qual. Euro 1996                                                           | -                                                                         |                                                                           |
| 12-10-1994                                                                | Ramat Gan                                                                    | Israele                                                                   | 2 – 2                                                                     | Slovacchia                                                                | Qual. Euro 1996                                                           | -                                                                         |                                                                           |
| 12-11-1994                                                                | Bucarest                                                                     | Romania                                                                   | 3 – 2                                                                     | Slovacchia                                                                | Qual. Euro 1996                                                           | -                                                                         |                                                                           |
| 22-2-1995                                                                 | Fortaleza                                                                    | Brasile                                                                   | 5 – 0                                                                     | Slovacchia                                                                | Amichevole                                                                | -                                                                         |                                                                           |
| 8-3-1995                                                                  | Košice                                                                       | Slovacchia                                                                | 2 – 1                                                                     | Russia                                                                    | Amichevole                                                                | -                                                                         |                                                                           |
| 29-3-1995                                                                 | Košice                                                                       | Slovacchia                                                                | 4 – 1                                                                     | Azerbaigian                                                               | Qual. Euro 1996                                                           | -                                                                         |                                                                           |
| 26-4-1995                                                                 | Nantes                                                                       | Francia                                                                   | 4 – 0                                                                     | Slovacchia                                                                | Qual. Euro 1996                                                           | -                                                                         |                                                                           |
| 8-5-1995                                                                  | Bratislava                                                                   | Slovacchia                                                                | 1 – 1                                                                     | Rep. Ceca                                                                 | Amichevole                                                                | -                                                                         |                                                                           |
| 7-6-1995                                                                  | Zabrze                                                                       | Polonia                                                                   | 5 – 0                                                                     | Slovacchia                                                                | Qual. Euro 1996                                                           | -                                                                         |                                                                           |
| 16-8-1995                                                                 | Trebisonda                                                                   | Azerbaigian                                                               | 0 – 1                                                                     | Slovacchia                                                                | Qual. Euro 1996                                                           | -                                                                         |                                                                           |
| 6-9-1995                                                                  | Košice                                                                       | Slovacchia                                                                | 1 – 0                                                                     | Israele                                                                   | Qual. Euro 1996                                                           | -                                                                         |                                                                           |
| 11-10-1995                                                                | Bratislava                                                                   | Slovacchia                                                                | 4 – 1                                                                     | Polonia                                                                   | Qual. Euro 1996                                                           | -                                                                         |                                                                           |
| 15-11-1995                                                                | Košice                                                                       | Slovacchia                                                                | 0 – 2                                                                     | Romania                                                                   | Qual. Euro 1996                                                           | -                                                                         |                                                                           |
| 27-3-1996                                                                 | Nitra                                                                        | Slovacchia                                                                | 4 – 0                                                                     | Bielorussia                                                               | Amichevole                                                                | -                                                                         |                                                                           |
| 24-4-1996                                                                 | Trnava                                                                       | Slovacchia                                                                | 0 – 0                                                                     | Bulgaria                                                                  | Amichevole                                                                | -                                                                         |                                                                           |
| 9-5-1996                                                                  | Helsingborg                                                                  | Svezia                                                                    | 2 – 1                                                                     | Slovacchia                                                                | Amichevole                                                                | -                                                                         |                                                                           |
| 31-8-1996                                                                 | Toftir                                                                       | Fær Øer                                                                   | 1 – 2                                                                     | Slovacchia                                                                | Qual. Mondiali 1998                                                       | -                                                                         |                                                                           |
| 22-9-1996                                                                 | Bratislava                                                                   | Slovacchia                                                                | 6 – 0                                                                     | Malta                                                                     | Qual. Mondiali 1998                                                       | -                                                                         |                                                                           |
| 23-10-1996                                                                | Bratislava                                                                   | Slovacchia                                                                | 3 – 0                                                                     | Fær Øer                                                                   | Qual. Mondiali 1998                                                       | -                                                                         |                                                                           |
| 13-11-1996                                                                | Santa Cruz de Tenerife                                                       | Spagna                                                                    | 4 – 1                                                                     | Slovacchia                                                                | Qual. Mondiali 1998                                                       | -                                                                         |                                                                           |
| 2-2-1997                                                                  | Cochabamba                                                                   | Bolivia                                                                   | 0 – 1                                                                     | Slovacchia                                                                | Amichevole                                                                | -                                                                         |                                                                           |
| 5-2-1997                                                                  | Alajuela                                                                     | Costa Rica                                                                | 2 – 2                                                                     | Slovacchia                                                                | Amichevole                                                                | -                                                                         |                                                                           |
| 8-2-1997                                                                  | Pereira                                                                      | Colombia                                                                  | 1 – 0                                                                     | Slovacchia                                                                | Amichevole                                                                | -                                                                         |                                                                           |
| 11-3-1997                                                                 | Sofia                                                                        | Bulgaria                                                                  | 0 – 1                                                                     | Slovacchia                                                                | Amichevole                                                                | -                                                                         |                                                                           |
| 31-3-1997                                                                 | Attard                                                                       | Malta                                                                     | 0 – 2                                                                     | Slovacchia                                                                | Qual. Mondiali 1998                                                       | -                                                                         |                                                                           |
| 29-4-1997                                                                 | Trnava                                                                       | Slovacchia                                                                | 3 – 1                                                                     | Islanda                                                                   | Amichevole                                                                | -                                                                         |                                                                           |
| 8-6-1997                                                                  | Belgrado                                                                     | Jugoslavia                                                                | 2 – 0                                                                     | Slovacchia                                                                | Qual. Mondiali 1998                                                       | -                                                                         |                                                                           |
| 6-8-1997                                                                  | Bratislava                                                                   | Slovacchia                                                                | 1 – 0                                                                     | Svizzera                                                                  | Amichevole                                                                | -                                                                         |                                                                           |
| 24-8-1997                                                                 | Bratislava                                                                   | Slovacchia                                                                | 2 – 1                                                                     | Rep. Ceca                                                                 | Qual. Mondiali 1998                                                       | -                                                                         |                                                                           |
| 10-9-1997                                                                 | Bratislava                                                                   | Slovacchia                                                                | 1 – 1                                                                     | Jugoslavia                                                                | Qual. Mondiali 1998                                                       | -                                                                         |                                                                           |
| 24-9-1997                                                                 | Bratislava                                                                   | Slovacchia                                                                | 1 – 2                                                                     | Spagna                                                                    | Qual. Mondiali 1998                                                       | -                                                                         |                                                                           |
| 11-10-1997                                                                | Praga                                                                        | Rep. Ceca                                                                 | 3 – 0                                                                     | Slovacchia                                                                | Qual. Mondiali 1998                                                       | -                                                                         |                                                                           |
| 28-1-1998                                                                 | Catania                                                                      | Italia                                                                    | 3 – 0                                                                     | Slovacchia                                                                | Amichevole                                                                | -                                                                         |                                                                           |
| 6-2-1998                                                                  | Limassol                                                                     | Slovacchia                                                                | 1 – 1                                                                     | Slovenia                                                                  | Amichevole                                                                | -                                                                         |                                                                           |
| 7-2-1998                                                                  | Limassol                                                                     | Islanda                                                                   | 1 – 2                                                                     | Slovacchia                                                                | Amichevole                                                                | -                                                                         |                                                                           |
| 9-2-1998                                                                  | Larnaca                                                                      | Finlandia                                                                 | 0 – 2                                                                     | Slovacchia                                                                | Amichevole                                                                | -                                                                         |                                                                           |
| 25-3-1998                                                                 | Belfast                                                                      | Irlanda del Nord                                                          | 1 – 0                                                                     | Slovacchia                                                                | Amichevole                                                                | -                                                                         |                                                                           |
| 15-4-1998                                                                 | Bratislava                                                                   | Slovacchia                                                                | 0 – 0                                                                     | Corea del Sud                                                             | Amichevole                                                                | -                                                                         |                                                                           |
| 29-5-1998                                                                 | Pola                                                                         | Croazia                                                                   | 1 – 2                                                                     | Slovacchia                                                                | Amichevole                                                                | -                                                                         |                                                                           |
| 19-8-1998                                                                 | Košice                                                                       | Slovacchia                                                                | 0 – 0                                                                     | Finlandia                                                                 | Amichevole                                                                | -                                                                         |                                                                           |
| 5-9-1998                                                                  | Košice                                                                       | Slovacchia                                                                | 3 – 0                                                                     | Azerbaigian                                                               | Qual. Euro 2000                                                           | -                                                                         |                                                                           |
| 10-10-1998                                                                | Vaduz                                                                        | Liechtenstein                                                             | 0 – 4                                                                     | Slovacchia                                                                | Qual. Euro 2000                                                           | -                                                                         |                                                                           |
| 14-10-1998                                                                | Bratislava                                                                   | Slovacchia                                                                | 0 – 3                                                                     | Portogallo                                                                | Qual. Euro 2000                                                           | -                                                                         |                                                                           |
| 10-11-1998                                                                | Bratislava                                                                   | Slovacchia                                                                | 1 – 3                                                                     | Polonia                                                                   | Amichevole                                                                | -                                                                         |                                                                           |
| 3-3-1999                                                                  | Stara Zagora                                                                 | Bulgaria                                                                  | 2 – 0                                                                     | Slovacchia                                                                | Amichevole                                                                | -                                                                         |                                                                           |
| 27-3-1999                                                                 | Bucarest                                                                     | Romania                                                                   | 0 – 0                                                                     | Slovacchia                                                                | Qual. Euro 2000                                                           | -                                                                         |                                                                           |
| 31-3-1999                                                                 | Bratislava                                                                   | Slovacchia                                                                | 0 – 0                                                                     | Ungheria                                                                  | Qual. Euro 2000                                                           | -                                                                         |                                                                           |
| 19-5-1999                                                                 | Dubnica nad Váhom                                                            | Slovacchia                                                                | 2 – 0                                                                     | Bulgaria                                                                  | Amichevole                                                                | -                                                                         |                                                                           |
| 5-6-1999                                                                  | Lisbona                                                                      | Portogallo                                                                | 1 – 0                                                                     | Slovacchia                                                                | Qual. Euro 2000                                                           | -                                                                         |                                                                           |
| 9-6-1999                                                                  | Győr                                                                         | Ungheria                                                                  | 0 – 1                                                                     | Slovacchia                                                                | Qual. Euro 2000                                                           | -                                                                         |                                                                           |
| 18-8-1999                                                                 | Bratislava                                                                   | Slovacchia                                                                | 1 – 0                                                                     | Israele                                                                   | Amichevole                                                                | -                                                                         |                                                                           |
| 4-9-1999                                                                  | Bratislava                                                                   | Slovacchia                                                                | 1 – 5                                                                     | Romania                                                                   | Qual. Euro 2000                                                           | -                                                                         |                                                                           |
| 8-9-1999                                                                  | Dubnica nad Váhom                                                            | Slovacchia                                                                | 2 – 0                                                                     | Liechtenstein                                                             | Qual. Euro 2000                                                           | -                                                                         |                                                                           |
| 9-10-1999                                                                 | Baku                                                                         | Azerbaigian                                                               | 0 – 1                                                                     | Slovacchia                                                                | Qual. Euro 2000                                                           | -                                                                         |                                                                           |
| 17-11-1999                                                                | Lima                                                                         | Perù                                                                      | 2 – 1                                                                     | Slovacchia                                                                | Amichevole                                                                | -                                                                         |                                                                           |
| 19-11-1999                                                                | Bogotà                                                                       | Colombia                                                                  | 1 – 0                                                                     | Slovacchia                                                                | Amichevole                                                                | -                                                                         |                                                                           |
| 24-11-1999                                                                | Città del Guatemala                                                          | Guatemala                                                                 | 0 – 1                                                                     | Slovacchia                                                                | Amichevole                                                                | -                                                                         |                                                                           |
| 25-11-1999                                                                | Alajuela                                                                     | Costa Rica                                                                | 4 – 0                                                                     | Slovacchia                                                                | Amichevole                                                                | -                                                                         |                                                                           |
| 9-2-2000                                                                  | Valparaíso                                                                   | Bulgaria                                                                  | 1 – 0                                                                     | Slovacchia                                                                | Amichevole                                                                | -                                                                         |                                                                           |
| 12-2-2000                                                                 | Valparaíso                                                                   | Australia                                                                 | 0 – 0                                                                     | Slovacchia                                                                | Amichevole                                                                | -                                                                         |                                                                           |
| 15-2-2000                                                                 | Valparaíso                                                                   | Cile                                                                      | 0 – 2                                                                     | Slovacchia                                                                | Amichevole                                                                | -                                                                         |                                                                           |
| 24-5-2000                                                                 | Nitra                                                                        | Slovacchia                                                                | 1 – 1                                                                     | Arabia Saudita                                                            | Amichevole                                                                | -                                                                         |                                                                           |
| 27-5-2000                                                                 | Oslo                                                                         | Norvegia                                                                  | 2 – 0                                                                     | Slovacchia                                                                | Amichevole                                                                | -                                                                         |                                                                           |
| 31-5-2000                                                                 | Mosca                                                                        | Russia                                                                    | 1 – 1                                                                     | Slovacchia                                                                | Amichevole                                                                | -                                                                         |                                                                           |
| 11-6-2000                                                                 | Sendai                                                                       | Giappone                                                                  | 1 – 1                                                                     | Slovacchia                                                                | Kirin Cup                                                                 | -                                                                         |                                                                           |
| 14-6-2000                                                                 | Tosu                                                                         | Bolivia                                                                   | 0 – 2                                                                     | Slovacchia                                                                | Kirin Cup                                                                 | -                                                                         |                                                                           |
| 16-8-2000                                                                 | Bratislava                                                                   | Slovacchia                                                                | 1 – 1                                                                     | Croazia                                                                   | Amichevole                                                                | -                                                                         |                                                                           |
| 3-9-2000                                                                  | Bratislava                                                                   | Slovacchia                                                                | 2 – 0                                                                     | Macedonia                                                                 | Qual. Mondiali 2002                                                       | -                                                                         |                                                                           |
| 7-10-2000                                                                 | Chișinău                                                                     | Moldavia                                                                  | 0 – 1                                                                     | Slovacchia                                                                | Qual. Mondiali 2002                                                       | -                                                                         |                                                                           |
| 11-10-2000                                                                | Bratislava                                                                   | Slovacchia                                                                | 0 – 0                                                                     | Svezia                                                                    | Qual. Mondiali 2002                                                       | -                                                                         |                                                                           |
| 15-11-2000                                                                | Rodi                                                                         | Grecia                                                                    | 0 – 2                                                                     | Slovacchia                                                                | Amichevole                                                                | -                                                                         |                                                                           |
| 27-2-2001                                                                 | Algeri                                                                       | Algeria                                                                   | 1 – 1                                                                     | Slovacchia                                                                | Amichevole                                                                | -                                                                         |                                                                           |
| 24-3-2001                                                                 | Istanbul                                                                     | Turchia                                                                   | 1 – 1                                                                     | Slovacchia                                                                | Qual. Mondiali 2002                                                       | -                                                                         |                                                                           |
| 28-3-2001                                                                 | Trnava                                                                       | Slovacchia                                                                | 3 – 1                                                                     | Azerbaigian                                                               | Qual. Mondiali 2002                                                       | -                                                                         |                                                                           |
| 25-4-2001                                                                 | Ploiești                                                                     | Romania                                                                   | 0 – 0                                                                     | Slovacchia                                                                | Amichevole                                                                | -                                                                         |                                                                           |
| 29-5-2001                                                                 | Brema                                                                        | Germania                                                                  | 2 – 0                                                                     | Slovacchia                                                                | Amichevole                                                                | -                                                                         |                                                                           |
| 2-6-2001                                                                  | Solna                                                                        | Svezia                                                                    | 2 – 0                                                                     | Slovacchia                                                                | Qual. Mondiali 2002                                                       | -                                                                         |                                                                           |
| 6-6-2001                                                                  | Baku                                                                         | Azerbaigian                                                               | 2 – 0                                                                     | Slovacchia                                                                | Qual. Mondiali 2002                                                       | -                                                                         |                                                                           |
| 15-8-2001                                                                 | Bratislava                                                                   | Slovacchia                                                                | 3 – 4                                                                     | Iran                                                                      | Amichevole                                                                | -                                                                         |                                                                           |
| 1-9-2001                                                                  | Bratislava                                                                   | Slovacchia                                                                | 0 – 1                                                                     | Turchia                                                                   | Qual. Mondiali 2002                                                       | -                                                                         |                                                                           |
| 5-9-2001                                                                  | Trenčín                                                                      | Slovacchia                                                                | 4 – 2                                                                     | Moldavia                                                                  | Qual. Mondiali 2002                                                       | -                                                                         |                                                                           |
| 7-10-2001                                                                 | Skopje                                                                       | Macedonia                                                                 | 0 – 5                                                                     | Slovacchia                                                                | Qual. Mondiali 2002                                                       | -                                                                         |                                                                           |
| 6-2-2002                                                                  | Teheran                                                                      | Iran                                                                      | 2 – 3                                                                     | Slovacchia                                                                | Amichevole                                                                | -                                                                         |                                                                           |
| 27-3-2002                                                                 | Graz                                                                         | Austria                                                                   | 2 – 0                                                                     | Slovacchia                                                                | Amichevole                                                                | -                                                                         |                                                                           |
| 17-4-2002                                                                 | Bruxelles                                                                    | Belgio                                                                    | 1 – 1                                                                     | Slovacchia                                                                | Amichevole                                                                | -                                                                         |                                                                           |
| 29-4-2002                                                                 | Tokyo                                                                        | Giappone                                                                  | 1 – 0                                                                     | Slovacchia                                                                | Kirin Cup                                                                 | -                                                                         |                                                                           |
| 14-5-2002                                                                 | Prešov                                                                       | Slovacchia                                                                | 4 – 1                                                                     | Uzbekistan                                                                | Amichevole                                                                | -                                                                         |                                                                           |
| 21-8-2002                                                                 | Olomouc                                                                      | Rep. Ceca                                                                 | 4 – 1                                                                     | Slovacchia                                                                | Amichevole                                                                | -                                                                         |                                                                           |
| 7-9-2002                                                                  | Istanbul                                                                     | Turchia                                                                   | 3 – 0                                                                     | Slovacchia                                                                | Qual. Euro 2004                                                           | -                                                                         |                                                                           |
| 12-10-2002                                                                | Bratislava                                                                   | Slovacchia                                                                | 1 – 2                                                                     | Inghilterra                                                               | Qual. Euro 2004                                                           | -                                                                         |                                                                           |
| 20-11-2002                                                                | Trnava                                                                       | Slovacchia                                                                | 1 – 1                                                                     | Ucraina                                                                   | Amichevole                                                                | -                                                                         |                                                                           |
| 12-2-2003                                                                 | Larnaca                                                                      | Romania                                                                   | 2 – 1                                                                     | Slovacchia                                                                | Amichevole                                                                | -                                                                         |                                                                           |
| 13-2-2003                                                                 | Larnaca                                                                      | Cipro                                                                     | 1 – 3                                                                     | Slovacchia                                                                | Amichevole                                                                | -                                                                         |                                                                           |
| 29-3-2003                                                                 | Skopje                                                                       | Macedonia                                                                 | 0 – 2                                                                     | Slovacchia                                                                | Qual. Euro 2004                                                           | -                                                                         |                                                                           |
| 2-4-2003                                                                  | Trnava                                                                       | Slovacchia                                                                | 4 – 0                                                                     | Liechtenstein                                                             | Qual. Euro 2004                                                           | -                                                                         |                                                                           |
| 30-4-2003                                                                 | Žilina                                                                       | Slovacchia                                                                | 2 – 2                                                                     | Grecia                                                                    | Amichevole                                                                | -                                                                         |                                                                           |
| 7-6-2003                                                                  | Bratislava                                                                   | Slovacchia                                                                | 0 – 1                                                                     | Turchia                                                                   | Qual. Euro 2004                                                           | -                                                                         |                                                                           |
| 11-6-2003                                                                 | Middlesbrough                                                                | Inghilterra                                                               | 2 – 1                                                                     | Slovacchia                                                                | Qual. Euro 2004                                                           | -                                                                         |                                                                           |
| 20-8-2003                                                                 | New York                                                                     | Colombia                                                                  | 0 – 0                                                                     | Slovacchia                                                                | Amichevole                                                                | -                                                                         |                                                                           |
| 10-9-2003                                                                 | Žilina                                                                       | Slovacchia                                                                | 1 – 1                                                                     | Macedonia                                                                 | Qual. Euro 2004                                                           | -                                                                         |                                                                           |
| 11-10-2003                                                                | Vaduz                                                                        | Liechtenstein                                                             | 0 – 2                                                                     | Slovacchia                                                                | Qual. Euro 2004                                                           | -                                                                         |                                                                           |
| 31-3-2004                                                                 | Bratislava                                                                   | Slovacchia                                                                | 1 – 1                                                                     | Austria                                                                   | Amichevole                                                                | -                                                                         |                                                                           |
| 28-4-2004                                                                 | Kiev                                                                         | Ucraina                                                                   | 1 – 1                                                                     | Slovacchia                                                                | Amichevole                                                                | -                                                                         |                                                                           |
| 29-5-2004                                                                 | Fiume                                                                        | Croazia                                                                   | 1 – 0                                                                     | Slovacchia                                                                | Amichevole                                                                | -                                                                         |                                                                           |
| 9-7-2004                                                                  | Hiroshima                                                                    | Giappone                                                                  | 3 – 1                                                                     | Slovacchia                                                                | Kirin Cup                                                                 | -                                                                         |                                                                           |
| 11-7-2004                                                                 | Fukuoka                                                                      | Serbia e Montenegro                                                       | 2 – 0                                                                     | Slovacchia                                                                | Kirin Cup                                                                 | -                                                                         |                                                                           |
| 18-8-2004                                                                 | Bratislava                                                                   | Slovacchia                                                                | 3 – 1                                                                     | Lussemburgo                                                               | Qual. Mondiali 2006                                                       | -                                                                         |                                                                           |
| 4-9-2004                                                                  | Mosca                                                                        | Russia                                                                    | 1 – 1                                                                     | Slovacchia                                                                | Qual. Mondiali 2006                                                       | -                                                                         |                                                                           |
| 8-9-2004                                                                  | Bratislava                                                                   | Slovacchia                                                                | 7 – 0                                                                     | Liechtenstein                                                             | Qual. Mondiali 2006                                                       | -                                                                         |                                                                           |
| 9-10-2004                                                                 | Bratislava                                                                   | Slovacchia                                                                | 4 – 1                                                                     | Lettonia                                                                  | Qual. Mondiali 2006                                                       | -                                                                         |                                                                           |
| 17-11-2004                                                                | Trnava                                                                       | Slovacchia                                                                | 0 – 0                                                                     | Slovenia                                                                  | Amichevole                                                                | -                                                                         |                                                                           |
| 30-11-2004                                                                | Bangkok                                                                      | Ungheria                                                                  | 0 – 1                                                                     | Slovacchia                                                                | King's Cup 2004                                                           | -                                                                         |                                                                           |
| 2-12-2004                                                                 | Bangkok                                                                      | Thailandia                                                                | 1 – 1                                                                     | Slovacchia                                                                | King's Cup 2004                                                           | -                                                                         |                                                                           |
| 9-2-2005                                                                  | Larnaca                                                                      | Romania                                                                   | 2 – 2                                                                     | Slovacchia                                                                | Amichevole                                                                | -                                                                         |                                                                           |
| 26-3-2005                                                                 | Tallinn                                                                      | Estonia                                                                   | 1 – 2                                                                     | Slovacchia                                                                | Qual. Mondiali 2006                                                       | -                                                                         |                                                                           |
| 30-3-2005                                                                 | Bratislava                                                                   | Slovacchia                                                                | 1 – 1                                                                     | Portogallo                                                                | Qual. Mondiali 2006                                                       | -                                                                         |                                                                           |
| 4-6-2005                                                                  | Lisbona                                                                      | Portogallo                                                                | 2 – 0                                                                     | Slovacchia                                                                | Qual. Mondiali 2006                                                       | -                                                                         |                                                                           |
| 8-6-2005                                                                  | Lussemburgo                                                                  | Lussemburgo                                                               | 0 – 4                                                                     | Slovacchia                                                                | Qual. Mondiali 2006                                                       | -                                                                         |                                                                           |
| 17-8-2005                                                                 | Vaduz                                                                        | Liechtenstein                                                             | 0 – 0                                                                     | Slovacchia                                                                | Qual. Mondiali 2006                                                       | -                                                                         |                                                                           |
| 3-9-2005                                                                  | Bratislava                                                                   | Slovacchia                                                                | 2 – 0                                                                     | Germania                                                                  | Amichevole                                                                | -                                                                         |                                                                           |
| 7-9-2005                                                                  | Riga                                                                         | Lettonia                                                                  | 1 – 1                                                                     | Slovacchia                                                                | Qual. Mondiali 2006                                                       | -                                                                         |                                                                           |
| 8-10-2005                                                                 | Bratislava                                                                   | Slovacchia                                                                | 1 – 0                                                                     | Estonia                                                                   | Qual. Mondiali 2006                                                       | -                                                                         |                                                                           |
| 12-10-2005                                                                | Bratislava                                                                   | Slovacchia                                                                | 0 – 0                                                                     | Russia                                                                    | Qual. Mondiali 2006                                                       | -                                                                         |                                                                           |
| 12-11-2005                                                                | Madrid                                                                       | Spagna                                                                    | 5 – 1                                                                     | Slovacchia                                                                | Qual. Mondiali 2006                                                       | -                                                                         |                                                                           |
| 16-11-2005                                                                | Bratislava                                                                   | Slovacchia                                                                | 1 – 1                                                                     | Spagna                                                                    | Qual. Mondiali 2006                                                       | -                                                                         |                                                                           |
| 1-3-2006                                                                  | Saint-Denis                                                                  | Francia                                                                   | 1 – 2                                                                     | Slovacchia                                                                | Amichevole                                                                | -                                                                         |                                                                           |
| 20-5-2006                                                                 | Trnava                                                                       | Slovacchia                                                                | 1 – 1                                                                     | Belgio                                                                    | Amichevole                                                                | -                                                                         |                                                                           |
| 15-8-2006                                                                 | Bratislava                                                                   | Slovacchia                                                                | 3 – 0                                                                     | Malta                                                                     | Amichevole                                                                | -                                                                         |                                                                           |
| 2-9-2006                                                                  | Bratislava                                                                   | Slovacchia                                                                | 6 – 1                                                                     | Cipro                                                                     | Qual. Euro 2008                                                           | -                                                                         |                                                                           |
| 6-9-2006                                                                  | Bratislava                                                                   | Slovacchia                                                                | 0 – 3                                                                     | Rep. Ceca                                                                 | Qual. Euro 2008                                                           | -                                                                         |                                                                           |
| 7-10-2006                                                                 | Cardiff                                                                      | Galles                                                                    | 1 – 5                                                                     | Slovacchia                                                                | Qual. Euro 2008                                                           | -                                                                         |                                                                           |
| 11-10-2006                                                                | Bratislava                                                                   | Slovacchia                                                                | 1 – 4                                                                     | Germania                                                                  | Qual. Euro 2008                                                           | -                                                                         |                                                                           |
| 15-11-2006                                                                | Žilina                                                                       | Slovacchia                                                                | 3 – 1                                                                     | Bulgaria                                                                  | Amichevole                                                                | -                                                                         |                                                                           |
| 10-12-2006                                                                | Abu Dhabi                                                                    | Emirati Arabi Uniti                                                       | 1 – 2                                                                     | Slovacchia                                                                | Amichevole                                                                | -                                                                         |                                                                           |
| 7-2-2007                                                                  | Jerez de la Frontera                                                         | Polonia                                                                   | 2 – 2                                                                     | Slovacchia                                                                | Amichevole                                                                | -                                                                         |                                                                           |
| 24-3-2007                                                                 | Strovolos                                                                    | Cipro                                                                     | 1 – 3                                                                     | Slovacchia                                                                | Qual. Euro 2008                                                           | -                                                                         |                                                                           |
| 28-3-2007                                                                 | Dublino                                                                      | Irlanda                                                                   | 1 – 0                                                                     | Slovacchia                                                                | Qual. Euro 2008                                                           | -                                                                         |                                                                           |
| 6-6-2007                                                                  | Amburgo                                                                      | Germania                                                                  | 2 – 1                                                                     | Slovacchia                                                                | Qual. Euro 2008                                                           | -                                                                         |                                                                           |
| 22-8-2007                                                                 | Trnava                                                                       | Slovacchia                                                                | 0 – 1                                                                     | Francia                                                                   | Amichevole                                                                | -                                                                         |                                                                           |
| 8-9-2007                                                                  | Bratislava                                                                   | Slovacchia                                                                | 2 – 2                                                                     | Irlanda                                                                   | Qual. Euro 2008                                                           | -                                                                         |                                                                           |
| 12-9-2007                                                                 | Trnava                                                                       | Slovacchia                                                                | 2 – 5                                                                     | Galles                                                                    | Qual. Euro 2008                                                           | -                                                                         |                                                                           |
| 13-10-2007                                                                | Dubnica nad Váhom                                                            | Slovacchia                                                                | 7 – 0                                                                     | San Marino                                                                | Qual. Euro 2008                                                           | -                                                                         |                                                                           |
| 16-10-2007                                                                | Fiume                                                                        | Croazia                                                                   | 3 – 0                                                                     | Slovacchia                                                                | Amichevole                                                                | -                                                                         |                                                                           |
| 17-11-2007                                                                | Praga                                                                        | Rep. Ceca                                                                 | 3 – 1                                                                     | Slovacchia                                                                | Qual. Euro 2008                                                           | -                                                                         |                                                                           |
| 21-11-2007                                                                | Serravalle                                                                   | San Marino                                                                | 0 – 5                                                                     | Slovacchia                                                                | Qual. Euro 2008                                                           | -                                                                         |                                                                           |
| 6-2-2008                                                                  | Limassol                                                                     | Ungheria                                                                  | 1 – 1                                                                     | Slovacchia                                                                | Amichevole                                                                | -                                                                         |                                                                           |
| 26-3-2008                                                                 | Zlaté Moravce                                                                | Slovacchia                                                                | 1 – 2                                                                     | Islanda                                                                   | Amichevole                                                                | -                                                                         |                                                                           |
| 20-5-2008                                                                 | Bielefeld                                                                    | Slovacchia                                                                | 0 – 1                                                                     | Turchia                                                                   | Amichevole                                                                | -                                                                         |                                                                           |
| 24-5-2008                                                                 | Lugano                                                                       | Svizzera                                                                  | 2 – 0                                                                     | Slovacchia                                                                | Amichevole                                                                | -                                                                         |                                                                           |
| 20-8-2008                                                                 | Bratislava                                                                   | Slovacchia                                                                | 0 – 2                                                                     | Grecia                                                                    | Amichevole                                                                | -                                                                         |                                                                           |
| 6-9-2008                                                                  | Bratislava                                                                   | Slovacchia                                                                | 2 – 1                                                                     | Irlanda del Nord                                                          | Qual. Mondiali 2010                                                       | -                                                                         |                                                                           |
| 10-9-2008                                                                 | Maribor                                                                      | Slovenia                                                                  | 2 – 1                                                                     | Slovacchia                                                                | Qual. Mondiali 2010                                                       | -                                                                         |                                                                           |
| 11-10-2008                                                                | Serravalle                                                                   | San Marino                                                                | 1 – 3                                                                     | Slovacchia                                                                | Qual. Mondiali 2010                                                       | -                                                                         |                                                                           |
| 15-10-2008                                                                | Bratislava                                                                   | Slovacchia                                                                | 2 – 1                                                                     | Polonia                                                                   | Qual. Mondiali 2010                                                       | -                                                                         |                                                                           |
| 19-11-2008                                                                | Žilina                                                                       | Slovacchia                                                                | 4 – 0                                                                     | Liechtenstein                                                             | Amichevole                                                                | -                                                                         |                                                                           |
| 10-2-2009                                                                 | Limassol                                                                     | Slovacchia                                                                | 2 – 3                                                                     | Ucraina                                                                   | Amichevole                                                                | -                                                                         |                                                                           |
| 11-2-2009                                                                 | Nicosia                                                                      | Cipro                                                                     | 3 – 2                                                                     | Slovacchia                                                                | Amichevole                                                                | -                                                                         |                                                                           |
| 28-3-2009                                                                 | Londra                                                                       | Inghilterra                                                               | 4 – 0                                                                     | Slovacchia                                                                | Amichevole                                                                | -                                                                         |                                                                           |
| 1-4-2009                                                                  | Praga                                                                        | Rep. Ceca                                                                 | 1 – 2                                                                     | Slovacchia                                                                | Qual. Mondiali 2010                                                       | -                                                                         |                                                                           |
| 6-6-2009                                                                  | Bratislava                                                                   | Slovacchia                                                                | 7 – 0                                                                     | San Marino                                                                | Qual. Mondiali 2010                                                       | -                                                                         |                                                                           |
| 12-8-2009                                                                 | Reykjavík                                                                    | Islanda                                                                   | 1 – 1                                                                     | Slovacchia                                                                | Amichevole                                                                | -                                                                         |                                                                           |
| 5-9-2009                                                                  | Bratislava                                                                   | Slovacchia                                                                | 2 – 2                                                                     | Rep. Ceca                                                                 | Qual. Mondiali 2010                                                       | -                                                                         |                                                                           |
| 9-9-2009                                                                  | Belfast                                                                      | Irlanda del Nord                                                          | 0 – 2                                                                     | Slovacchia                                                                | Qual. Mondiali 2010                                                       | -                                                                         |                                                                           |
| 10-10-2009                                                                | Bratislava                                                                   | Slovacchia                                                                | 0 – 2                                                                     | Slovenia                                                                  | Qual. Mondiali 2010                                                       | -                                                                         |                                                                           |
| 14-10-2009                                                                | Chorzów                                                                      | Polonia                                                                   | 0 – 1                                                                     | Slovacchia                                                                | Qual. Mondiali 2010                                                       | -                                                                         |                                                                           |
| 14-11-2009                                                                | Bratislava                                                                   | Slovacchia                                                                | 1 – 0                                                                     | Stati Uniti                                                               | Amichevole                                                                | -                                                                         |                                                                           |
| 17-11-2009                                                                | Žilina                                                                       | Slovacchia                                                                | 1 – 2                                                                     | Cile                                                                      | Amichevole                                                                | -                                                                         |                                                                           |
| 3-3-2010                                                                  | Žilina                                                                       | Slovacchia                                                                | 0 – 1                                                                     | Norvegia                                                                  | Amichevole                                                                | -                                                                         |                                                                           |
| 29-5-2010                                                                 | Klagenfurt am Wörthersee                                                     | Camerun                                                                   | 1 – 1                                                                     | Slovacchia                                                                | Amichevole                                                                | -                                                                         |                                                                           |
| 5-6-2010                                                                  | Bratislava                                                                   | Slovacchia                                                                | 3 – 0                                                                     | Costa Rica                                                                | Amichevole                                                                | -                                                                         |                                                                           |
| 15-6-2010                                                                 | Rustenburg                                                                   | Nuova Zelanda                                                             | 1 – 1                                                                     | Slovacchia                                                                | Mondiali 2010                                                             | -                                                                         |                                                                           |
| 20-6-2010                                                                 | Bloemfontein                                                                 | Slovacchia                                                                | 0 – 2                                                                     | Paraguay                                                                  | Mondiali 2010                                                             | -                                                                         |                                                                           |
| 24-6-2010                                                                 | Johannesburg                                                                 | Slovacchia                                                                | 3 – 2                                                                     | Italia                                                                    | Mondiali 2010                                                             | -                                                                         |                                                                           |
| 28-6-2010                                                                 | Durban                                                                       | Paesi Bassi                                                               | 2 – 1                                                                     | Slovacchia                                                                | Mondiali 2010                                                             | -                                                                         |                                                                           |
| 11-8-2010                                                                 | Bratislava                                                                   | Slovacchia                                                                | 1 – 1                                                                     | Croazia                                                                   | Amichevole                                                                | -                                                                         |                                                                           |
| 3-9-2010                                                                  | Bratislava                                                                   | Slovacchia                                                                | 1 – 0                                                                     | Macedonia                                                                 | Qual. Euro 2012                                                           | -                                                                         |                                                                           |
| 7-9-2010                                                                  | Mosca                                                                        | Russia                                                                    | 0 – 1                                                                     | Slovacchia                                                                | Qual. Euro 2012                                                           | -                                                                         |                                                                           |
| 8-10-2010                                                                 | Erevan                                                                       | Armenia                                                                   | 3 – 1                                                                     | Slovacchia                                                                | Qual. Euro 2012                                                           | -                                                                         |                                                                           |
| 12-10-2010                                                                | Žilina                                                                       | Slovacchia                                                                | 1 – 1                                                                     | Irlanda                                                                   | Qual. Euro 2012                                                           | -                                                                         |                                                                           |
| 17-11-2010                                                                | Bratislava                                                                   | Slovacchia                                                                | 2 – 3                                                                     | Bosnia ed Erzegovina                                                      | Amichevole                                                                | -                                                                         |                                                                           |
| 9-2-2011                                                                  | Lussemburgo                                                                  | Lussemburgo                                                               | 2 – 1                                                                     | Slovacchia                                                                | Amichevole                                                                | -                                                                         |                                                                           |
| 26-3-2011                                                                 | Andorra la Vella                                                             | Andorra                                                                   | 0 – 1                                                                     | Slovacchia                                                                | Qual. Euro 2012                                                           | -                                                                         |                                                                           |
| 29-3-2011                                                                 | Trnava                                                                       | Slovacchia                                                                | 1 – 2                                                                     | Danimarca                                                                 | Amichevole                                                                | -                                                                         |                                                                           |
| 4-6-2011                                                                  | Bratislava                                                                   | Slovacchia                                                                | 1 – 0                                                                     | Andorra                                                                   | Qual. Euro 2012                                                           | -                                                                         |                                                                           |
| 10-8-2011                                                                 | Klagenfurt am Wörthersee                                                     | Austria                                                                   | 1 – 2                                                                     | Slovacchia                                                                | Amichevole                                                                | -                                                                         |                                                                           |
| 2-9-2011                                                                  | Dublino                                                                      | Irlanda                                                                   | 0 – 0                                                                     | Slovacchia                                                                | Qual. Euro 2012                                                           | -                                                                         |                                                                           |
| 6-9-2011                                                                  | Žilina                                                                       | Slovacchia                                                                | 0 – 4                                                                     | Armenia                                                                   | Qual. Euro 2012                                                           | -                                                                         |                                                                           |
| 7-10-2011                                                                 | Žilina                                                                       | Slovacchia                                                                | 0 – 1                                                                     | Russia                                                                    | Qual. Euro 2012                                                           | -                                                                         |                                                                           |
| 11-10-2011                                                                | Skopje                                                                       | Macedonia                                                                 | 1 – 1                                                                     | Slovacchia                                                                | Qual. Euro 2012                                                           | -                                                                         |                                                                           |
| 29-2-2012                                                                 | Bursa                                                                        | Turchia                                                                   | 1 – 2                                                                     | Slovacchia                                                                | Amichevole                                                                | -                                                                         |                                                                           |
| 26-5-2012                                                                 | Klagenfurt am Wörthersee                                                     | Polonia                                                                   | 1 – 0                                                                     | Slovacchia                                                                | Amichevole                                                                | -                                                                         |                                                                           |
| 30-5-2012                                                                 | Rotterdam                                                                    | Paesi Bassi                                                               | 2 – 0                                                                     | Slovacchia                                                                | Amichevole                                                                | -                                                                         |                                                                           |
| 15-8-2012                                                                 | Odense                                                                       | Danimarca                                                                 | 1 – 3                                                                     | Slovacchia                                                                | Amichevole                                                                | -                                                                         |                                                                           |
| 7-9-2012                                                                  | Vilnius                                                                      | Lituania                                                                  | 1 – 1                                                                     | Slovacchia                                                                | Qual. Mondiali 2014                                                       | -                                                                         |                                                                           |
| 11-9-2012                                                                 | Bratislava                                                                   | Slovacchia                                                                | 2 – 0                                                                     | Liechtenstein                                                             | Qual. Mondiali 2014                                                       | -                                                                         |                                                                           |
| 12-10-2012                                                                | Bratislava                                                                   | Slovacchia                                                                | 2 – 1                                                                     | Lettonia                                                                  | Qual. Mondiali 2014                                                       | -                                                                         |                                                                           |
| 16-10-2012                                                                | Bratislava                                                                   | Slovacchia                                                                | 0 – 1                                                                     | Grecia                                                                    | Qual. Mondiali 2014                                                       | -                                                                         |                                                                           |
| 14-11-2012                                                                | Olomouc                                                                      | Rep. Ceca                                                                 | 3 – 0                                                                     | Slovacchia                                                                | Amichevole                                                                | -                                                                         |                                                                           |
| 6-2-2013                                                                  | Bruges                                                                       | Belgio                                                                    | 2 – 1                                                                     | Slovacchia                                                                | Amichevole                                                                | -                                                                         |                                                                           |
| 22-3-2013                                                                 | Žilina                                                                       | Slovacchia                                                                | 1 – 1                                                                     | Lituania                                                                  | Qual. Mondiali 2014                                                       | -                                                                         |                                                                           |
| 26-3-2013                                                                 | Žilina                                                                       | Slovacchia                                                                | 0 – 0                                                                     | Svezia                                                                    | Amichevole                                                                | -                                                                         |                                                                           |
| 7-6-2013                                                                  | Vaduz                                                                        | Liechtenstein                                                             | 1 – 1                                                                     | Slovacchia                                                                | Qual. Mondiali 2014                                                       | -                                                                         |                                                                           |
| 14-8-2013                                                                 | Bucarest                                                                     | Romania                                                                   | 1 – 1                                                                     | Slovacchia                                                                | Amichevole                                                                | -                                                                         |                                                                           |
| 6-9-2013                                                                  | [[\|Incontri ufficiali della nazionale maschile di calcio della Slovacchia]] | Bosnia ed Erzegovina                                                      | 0 – 1                                                                     | Slovacchia                                                                | Qual. Mondiali 2014                                                       | -                                                                         |                                                                           |
| 10-9-2013                                                                 | Žilina                                                                       | Slovacchia                                                                | 1 – 2                                                                     | Bosnia ed Erzegovina                                                      | Qual. Mondiali 2014                                                       | -                                                                         |                                                                           |
| 11-10-2013                                                                | il Pireo                                                                     | Grecia                                                                    | 1 – 0                                                                     | Slovacchia                                                                | Qual. Mondiali 2014                                                       | -                                                                         |                                                                           |
| 15-10-2013                                                                | Riga                                                                         | Lettonia                                                                  | 2 – 2                                                                     | Slovacchia                                                                | Qual. Mondiali 2014                                                       | -                                                                         |                                                                           |
| 15-11-2013                                                                | Breslavia                                                                    | Polonia                                                                   | 0 – 2                                                                     | Slovacchia                                                                | Amichevole                                                                | -                                                                         |                                                                           |
| 19-11-2013                                                                | Loulé                                                                        | Gibilterra                                                                | 0 – 0                                                                     | Slovacchia                                                                | Amichevole                                                                | -                                                                         |                                                                           |
| 5-3-2014                                                                  | Netanya                                                                      | Israele                                                                   | 1 – 3                                                                     | Slovacchia                                                                | Amichevole                                                                | -                                                                         |                                                                           |
| 23-5-2014                                                                 | Senec                                                                        | Slovacchia                                                                | 2 – 0                                                                     | Montenegro                                                                | Amichevole                                                                | -                                                                         |                                                                           |
| 26-5-2014                                                                 | San Pietroburgo                                                              | Russia                                                                    | 1 – 0                                                                     | Slovacchia                                                                | Amichevole                                                                | -                                                                         |                                                                           |
| 4-9-2014                                                                  | Žilina                                                                       | Slovacchia                                                                | 1 – 0                                                                     | Malta                                                                     | Amichevole                                                                | -                                                                         |                                                                           |
| 8-9-2014                                                                  | Kiev                                                                         | Ucraina                                                                   | 0 – 1                                                                     | Slovacchia                                                                | Qual. Euro 2016                                                           | -                                                                         |                                                                           |
| 9-10-2014                                                                 | Žilina                                                                       | Slovacchia                                                                | 2 – 1                                                                     | Spagna                                                                    | Qual. Euro 2016                                                           | -                                                                         |                                                                           |
| 12-10-2014                                                                | Barysaŭ                                                                      | Bielorussia                                                               | 1 – 3                                                                     | Slovacchia                                                                | Qual. Euro 2016                                                           | -                                                                         |                                                                           |
| 15-11-2014                                                                | Skopje                                                                       | Macedonia                                                                 | 0 – 2                                                                     | Slovacchia                                                                | Qual. Euro 2016                                                           | -                                                                         |                                                                           |
| 18-11-2014                                                                | Žilina                                                                       | Slovacchia                                                                | 2 – 1                                                                     | Finlandia                                                                 | Amichevole                                                                | -                                                                         |                                                                           |
| 27-3-2015                                                                 | Žilina                                                                       | Slovacchia                                                                | 3 – 0                                                                     | Lussemburgo                                                               | Qual. Euro 2016                                                           | -                                                                         |                                                                           |
| 31-3-2015                                                                 | Žilina                                                                       | Slovacchia                                                                | 1 – 0                                                                     | Rep. Ceca                                                                 | Amichevole                                                                | -                                                                         |                                                                           |
| 14-6-2015                                                                 | Žilina                                                                       | Slovacchia                                                                | 2 – 1                                                                     | Macedonia                                                                 | Qual. Euro 2016                                                           | -                                                                         |                                                                           |
| 5-9-2015                                                                  | Oviedo                                                                       | Spagna                                                                    | 2 – 0                                                                     | Slovacchia                                                                | Qual. Euro 2016                                                           | -                                                                         |                                                                           |
| 8-9-2015                                                                  | Žilina                                                                       | Slovacchia                                                                | 0 – 0                                                                     | Ucraina                                                                   | Qual. Euro 2016                                                           | -                                                                         |                                                                           |
| 9-10-2015                                                                 | Žilina                                                                       | Slovacchia                                                                | 0 – 1                                                                     | Bielorussia                                                               | Qual. Euro 2016                                                           | -                                                                         |                                                                           |
| 12-10-2015                                                                | Lussemburgo                                                                  | Lussemburgo                                                               | 2 – 4                                                                     | Slovacchia                                                                | Qual. Euro 2016                                                           | -                                                                         |                                                                           |
| 13-11-2015                                                                | Trnava                                                                       | Slovacchia                                                                | 3 – 2                                                                     | Svizzera                                                                  | Amichevole                                                                | -                                                                         |                                                                           |
| 17-11-2015                                                                | Žilina                                                                       | Slovacchia                                                                | 3 – 1                                                                     | Islanda                                                                   | Amichevole                                                                | -                                                                         |                                                                           |
| 25-3-2016                                                                 | Trnava                                                                       | Slovacchia                                                                | 0 – 0                                                                     | Lettonia                                                                  | Amichevole                                                                | -                                                                         |                                                                           |
| 29-3-2016                                                                 | Dublino                                                                      | Irlanda                                                                   | 2 – 2                                                                     | Slovacchia                                                                | Amichevole                                                                | -                                                                         |                                                                           |
| 27-5-2016                                                                 | Wels                                                                         | Slovacchia                                                                | 3 – 1                                                                     | Georgia                                                                   | Amichevole                                                                | -                                                                         |                                                                           |
| 29-5-2016                                                                 | Augusta                                                                      | Germania                                                                  | 1 – 3                                                                     | Slovacchia                                                                | Amichevole                                                                | -                                                                         |                                                                           |
| 4-6-2016                                                                  | Trnava                                                                       | Slovacchia                                                                | 0 – 0                                                                     | Irlanda del Nord                                                          | Amichevole                                                                | -                                                                         |                                                                           |
| 11-6-2016                                                                 | Bordeaux                                                                     | Galles                                                                    | 2 – 1                                                                     | Slovacchia                                                                | Euro 2016                                                                 | -                                                                         |                                                                           |
| 15-6-2016                                                                 | Villeneuve-d'Ascq                                                            | Russia                                                                    | 1 – 2                                                                     | Slovacchia                                                                | Euro 2016                                                                 | -                                                                         |                                                                           |
| 20-6-2016                                                                 | Saint-Étienne                                                                | Slovacchia                                                                | 0 – 0                                                                     | Inghilterra                                                               | Euro 2016                                                                 | -                                                                         |                                                                           |
| 26-6-2016                                                                 | Villeneuve-d'Ascq                                                            | Germania                                                                  | 3 – 0                                                                     | Slovacchia                                                                | Euro 2016                                                                 | -                                                                         |                                                                           |
| 4-9-2016                                                                  | Trnava                                                                       | Slovacchia                                                                | 0 – 1                                                                     | Inghilterra                                                               | Qual. Mondiali 2018                                                       | -                                                                         |                                                                           |
| 8-10-2016                                                                 | Lubiana                                                                      | Slovenia                                                                  | 1 – 0                                                                     | Slovacchia                                                                | Qual. Mondiali 2018                                                       | -                                                                         |                                                                           |
| 11-10-2016                                                                | Trnava                                                                       | Slovacchia                                                                | 3 – 0                                                                     | Scozia                                                                    | Qual. Mondiali 2018                                                       | -                                                                         |                                                                           |
| 11-11-2016                                                                | Trnava                                                                       | Slovacchia                                                                | 4 – 0                                                                     | Lituania                                                                  | Qual. Mondiali 2018                                                       | -                                                                         |                                                                           |
| 15-11-2016                                                                | Vienna                                                                       | Austria                                                                   | 0 – 0                                                                     | Slovacchia                                                                | Amichevole                                                                | -                                                                         |                                                                           |
| 26-3-2017                                                                 | Attard                                                                       | Malta                                                                     | 1 – 3                                                                     | Slovacchia                                                                | Qual. Mondiali 2018                                                       | -                                                                         |                                                                           |
| 10-6-2017                                                                 | Vilnius                                                                      | Lituania                                                                  | 1 – 2                                                                     | Slovacchia                                                                | Qual. Mondiali 2018                                                       | -                                                                         |                                                                           |
| 1-9-2017                                                                  | Trnava                                                                       | Slovacchia                                                                | 1 – 0                                                                     | Slovenia                                                                  | Qual. Mondiali 2018                                                       | -                                                                         |                                                                           |
| 4-9-2017                                                                  | Londra                                                                       | Inghilterra                                                               | 2 – 1                                                                     | Slovacchia                                                                | Qual. Mondiali 2018                                                       | -                                                                         |                                                                           |
| 5-10-2017                                                                 | Glasgow                                                                      | Scozia                                                                    | 1 – 0                                                                     | Slovacchia                                                                | Qual. Mondiali 2018                                                       | -                                                                         |                                                                           |
| 8-10-2017                                                                 | Trnava                                                                       | Slovacchia                                                                | 3 – 0                                                                     | Malta                                                                     | Qual. Mondiali 2018                                                       | -                                                                         |                                                                           |
| 10-11-2017                                                                | Leopoli                                                                      | Ucraina                                                                   | 2 – 1                                                                     | Slovacchia                                                                | Amichevole                                                                | -                                                                         |                                                                           |
| 14-11-2017                                                                | Trnava                                                                       | Slovacchia                                                                | 1 – 0                                                                     | Norvegia                                                                  | Amichevole                                                                | -                                                                         |                                                                           |
| 22-3-2018                                                                 | Bangkok                                                                      | Emirati Arabi Uniti                                                       | 1 – 2                                                                     | Slovacchia                                                                | King's Cup 2018                                                           | -                                                                         |                                                                           |
| 25-3-2018                                                                 | Bangkok                                                                      | Thailandia                                                                | 2 – 3                                                                     | Slovacchia                                                                | King's Cup 2018                                                           | -                                                                         |                                                                           |
| Totale                                                                    |                                                                              | Presenze                                                                  | 258                                                                       |                                                                           | Reti                                                                      |                                                                           |                                                                           |